# Moné
Moné (eigentlich Ramona DeSouza) ist eine amerikanische Pop- und House-Sängerin, die in den 1990er Jahren bekannt wurde.

## Biografie
Im Jahr 1994 sang Moné zunächst für zwei Projekte, zu denen neben ihr auch Brian Tappert gehörte: Mit Insatiable entstand die Garage-House-Single Your Love und mit Northbound u. a. der House-Track Never Gonna Be the Same. Es folgten weitere Kollaborationen mit Jazz-n-Groove und Ruff Cutt.
Die erste Chartplatzierung gelang im August 1995, als die Solosingle We Can Make It Platz 64 der UK-Charts erreichte. Im März des folgenden Jahres schaffte es Movin’ auf Platz 48 im Vereinigten Königreich. Ähnlich erfolgreich war die mit Barbara Tucker, Ultra Naté und Dajaé unter dem Namen B-Crew veröffentlichte Single Partay Feeling, die im September 1997 auf Platz 45 der englischen Hitparade stand.
Auch in den folgenden Jahren blieb Moné dem Genre House treu und veröffentlichte diverse weitere Solosingles und Features, teilweise unter dem Pseudonym Eastern Street. 2004 entstand z. B. Money, eine Produktion mit dem House-DJ David Guetta. 2011 sang sie All I Need für die kanadische Electroband RedRoche.

## Diskografie
Singles
- 1994: Your Love (Insatiable feat. Moné)
- 1994: Never Gonna Be the Same (Northbound feat. Moné)
- 1994: A Better Way (Jazz-n-Groove presents Northbound feat. Moné)
- 1995: Sweat and Groove (Ruff Cutt feat. Moné)
- 1995: We Can Make It
- 1996: Movin’
- 1997: Real Man
- 1997: Partay Feeling (B-Crew feat. Barbara Tucker, Ultra Naté, Dajaé und Moné)
- 1998: I’m Ready (Groove Core feat. Moné)
- 1998: Mone’ EP 1 (mit Northbound / Insatiable)
- 1998: Mone’ EP 2 (mit Northbound / Insatiable)
- 1999: Treat Me Right (als Eastern Street feat. Lisa Hunt)
- 2000: Northbound Sound (mit Northbound)
- 2003: Lift Me Up (als Eastern Street)
- 2004: Money (David Guetta feat. Chris Willis und Moné)
- 2010: Love Don’t Pay the Rent (mp3-Single)
- 2011: All I Need (Redroche feat. Moné)